# Maine-de-Boixe
Maine-de-Boixe är en kommun i departementet Charente i regionen Nouvelle-Aquitaine i västra Frankrike. Kommunen ligger  i kantonen Saint-Amant-de-Boixe som ligger i arrondissementet Angoulême. År 2022 hade Maine-de-Boixe 476 invånare.

## Befolkningsutveckling
Antalet invånare i kommunen Maine-de-Boixe
Referens:INSEE